# Duvin
Duvin (Retoromaans: Duin) is een plaats en voormalige gemeente in het Zwitserse kanton Graubünden, behorend tot de gemeente Ilanz/Glion. Het telde eind 2013 als afzonderlijke gemeente 83 inwoners. In 2014 hield de gemeente Duvin op te bestaan.
Duvin ligt op een terras in het Val Lumnezia, tussen de zijdalen Val da Pitasch in het noorden en Van Uastg in het zuiden. Het dorp vormt samen met Pitasch en Riein een protestantse enclave in het overwegend rooms-katholieke Surselva.
- Historisch woordenboek van Zwitserland: 001452
- Virtual International Authority File: 236154815
- WorldCat: E39PBJdmhhHDH3dBpG9DMCcVmd